# Гаджисамли
Гаджисамли (азерб. Hacısamlı) — село у Лачинському районі Азербайджану. Село розташоване за 60 км на північний захід від районного центру, міста Лачина.
З 1992 по 2020 рік було під Збройні сили Вірменії окупацією і називалось Вазґенашен (вірм. Վազգենաշեն), входячи в Кашатазький район невизнаний Нагірно-Карабаська Республіка. 1 грудня 2020 в ході Другої карабаської війни села було звільнено Збройні сили Азербайджану (вірмени трактують це як окупацію).
Село розміщене на річці Шальва (басейн р. Акарі).